# Saas (Bayreuth)
Saas ist ein Stadtteil im Süden von Bayreuth. Sie umfasst auch die Quartiere Lerchenbühl und Bärenleite. Saas liegt in der Gemarkung Bayreuth.

## Lage

Die Saas zwischen Buchstein (links), Studentenwald (rechts) und Bärenleite (unten)

Die Saas liegt südlich der Innenstadt zwischen dem Stadtteil Glocke, dem Naherholungsgebiet Studentenwald und dem Höhenzug Bärenleite–Buchstein.

## Name
Beim Namen handelt es sich vermutlich um eine Lokalitätsbezeichnung für eine günstige Siedlungsstelle im Sinn von Sitz (mittelhochdeutsch saz bzw. saze), vergleichbar mit Ortsnamen wie Gesees und Aufseß. Das spätere Dorf Saas könnte aber auch eine Raststätte an der heute „Hezilostraße“ genannten Altstraße von Creußen über die Altstadt nach Kulmbach gewesen sein.

## Geschichte und Beschreibung

### Dorf

Das Dorf Saas im Bayerischen Urkataster von 1850

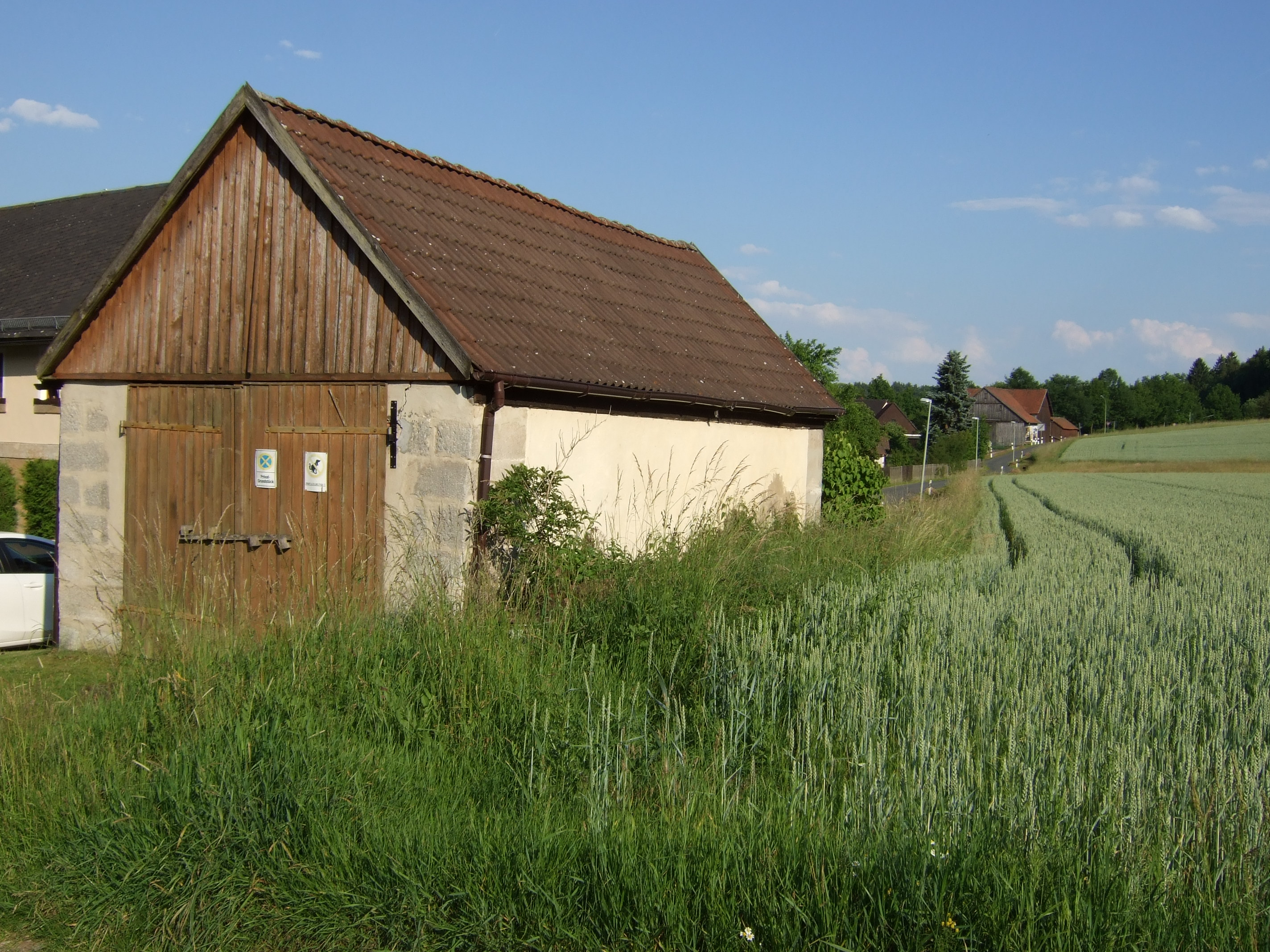
Bauernhäuser am Hang des Saaser Bergs

Im Landbuch von 1398 sind in der Saas fünf Höfe und eine Selde verzeichnet. Die Bauern hießen Ziegenthaler, Bauer, Grauenschedel und Leubser, sie alle leisteten Steuern und den Zehnten an den Burggrafen Johann III. von Nürnberg, der auch oberster Gerichtsherr war. Der Seldner Friedel Bauer musste zudem Fron leisten. Vom Dorf wurden „zu den drei Weysaten“ (Ostern, Pfingsten und Weihnachten) der Herrschaft mit 33 Käsen zusätzliche Abgaben verlangt, darüber hinaus an Ostern 32 Eier und an Fastnacht sechs Hühner.
1517 ist der Bau einer Kapelle nachweisbar. Ein Bauer aus dem Umland hatte im Spätsommer 1516 am Kreuzweg auf dem Saaser Berg eine „Marienerscheinung“, was bald zu ersten Wallfahrten führte. Um die zahlreichen Opfergaben unterzubringen, ließ der Saaser Bauer, auf dessen Grund sich die Stelle befand, einen kleinen Sakralbau aus Fachwerk errichten. 1519 wurde dieses Gebäude abgetragen, um durch ein solches aus Stein ersetzt zu werden. Bereits 1522 drang jedoch lutherisches Gedankengut in Bayreuth ein, 1528 schlossen sich die Landesherren der fränkischen markgräflichen Gebiete – und damit ihre Untertanen – dem lutherischen Bekenntnis an. Restliche Gelder der Kapellenverwaltung wurden bei der Stadtpfarrkirche und dem Almosenkasten verbucht. Die Steine der Kapelle „zur Eichen bey der saß“ dienten 1545 zum Bau einer Mauer um den neu angelegten Stadtfriedhof.
Im Zusammenhang mit den Täufern wurde die Saas 1528 als Pfarrdorf erwähnt.
Gegen Ende des 18. Jahrhunderts bestand Saas aus 11 Anwesen. Die Hochgerichtsbarkeit stand dem bayreuthischen Stadtvogteiamt Bayreuth zu. Die Dorf- und Gemeindeherrschaft hatte das Hofkastenamt Bayreuth. Grundherren waren das Hofkastenamt Bayreuth (1 Hof, 1 Halbhof, 1 Gut, 1 Pottaschsiederei, 1 Haus mit Zapfenschenke), der Almosenkasten Bayreuth (1 Söldengütlein) und das Hospital Bayreuth (1 Hof, 2 Söldengütlein, 1 Sölde, 1 Tropfgütlein).
Von 1797 bis 1810 unterstand der Ort dem Justiz- und Kammeramt Bayreuth. Mit dem Gemeindeedikt wurde Saas dem 1812 gebildeten Steuerdistrikt Bayreuth und der zugleich gebildeten Munizipalgemeinde Bayreuth zugewiesen.

### Siedlung

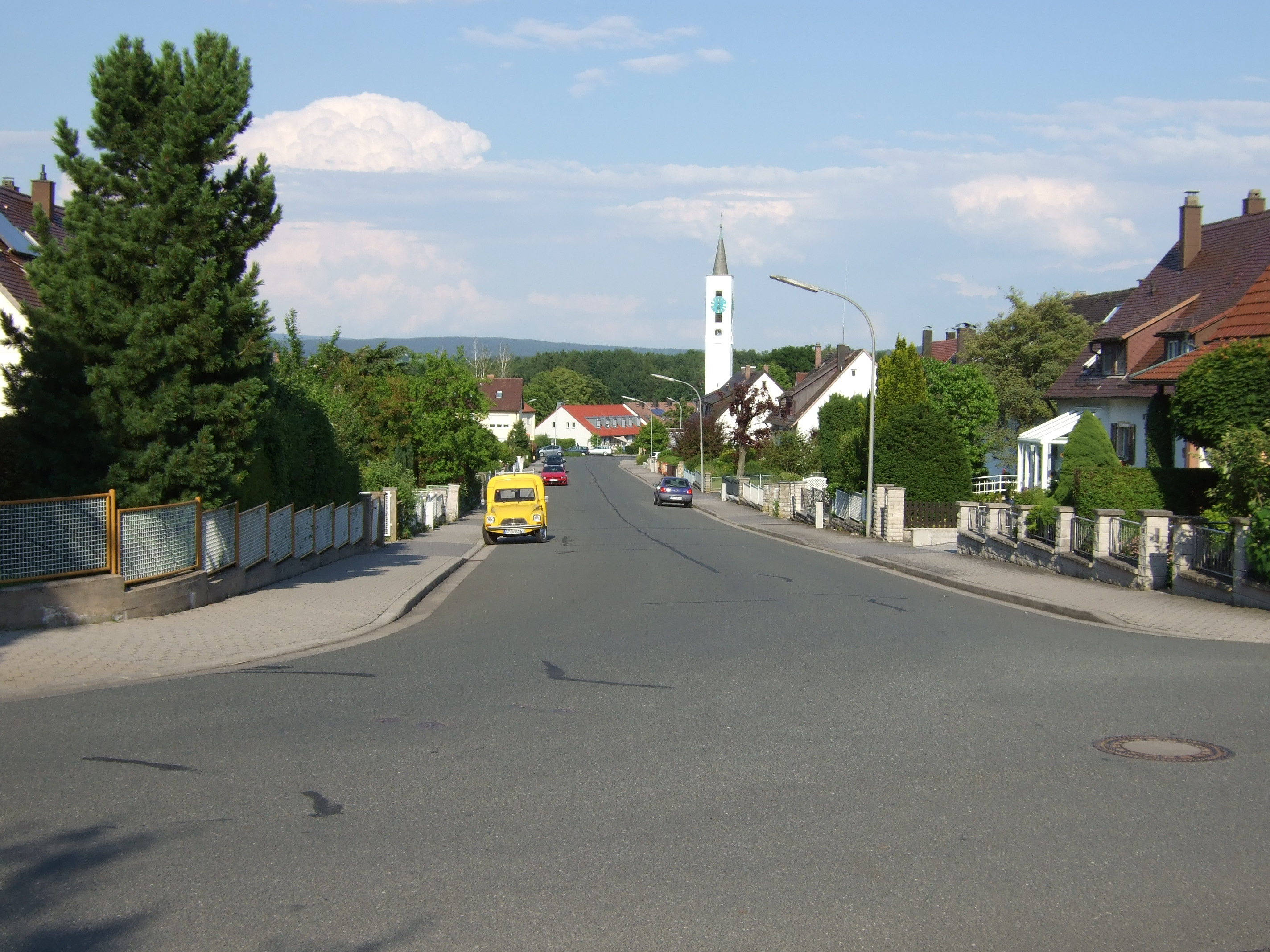
Nelkenweg mit Auferstehungskirche

Der überwiegende Teil der Gebäude in der Saas entstand während des „Dritten Reichs“ Mitte der 1930er Jahre. Die Planung der Siedlung für kinderreiche Arbeiterfamilien geht bis in die Weimarer Republik zurück. Jedoch wurde die Siedlung erst zwischen 1933 und 1937 planmäßig konzipiert und einheitlich gebaut. Die ersten 84 Siedlerstellen wurden in den Jahren 1933/34 errichtet, 94 weitere entstanden bis 1937. Das Richtfest für die erste Baugruppe wurde am 27. Juli 1933 gefeiert. Bauträger war die Stadt Bayreuth, die die Grundstücke in Erbpacht vergab. Die Bauausführung erfolgte durch örtliche Handwerker und die Siedler selbst.
Der Grundriss der Siedlung ist schachbrettartig, nach Osten hin wird er durch eine halbringförmige Straße abgeschlossen. Die Bausubstanz des Viertels umfasst im Kernbereich kleine Siedlungshäuschen als Doppelhaushälften mit Satteldach. Nach dem Reichsheimstättengesetz von 1920 wurden die Häuser auf je rund 700 Quadratmeter großen Grundstücken mit 46 bis 50 Quadratmeter Wohnfläche errichtet. Die Kosten je Haus lagen bei 2700 bis 3500 Reichsmark. Eigenleistung beim Hausbau wurde erwartet, weitere Vorgaben waren das Halten von Hühnern und Kaninchen sowie der Anbau von Nahrungsmitteln.

### Nach 1945

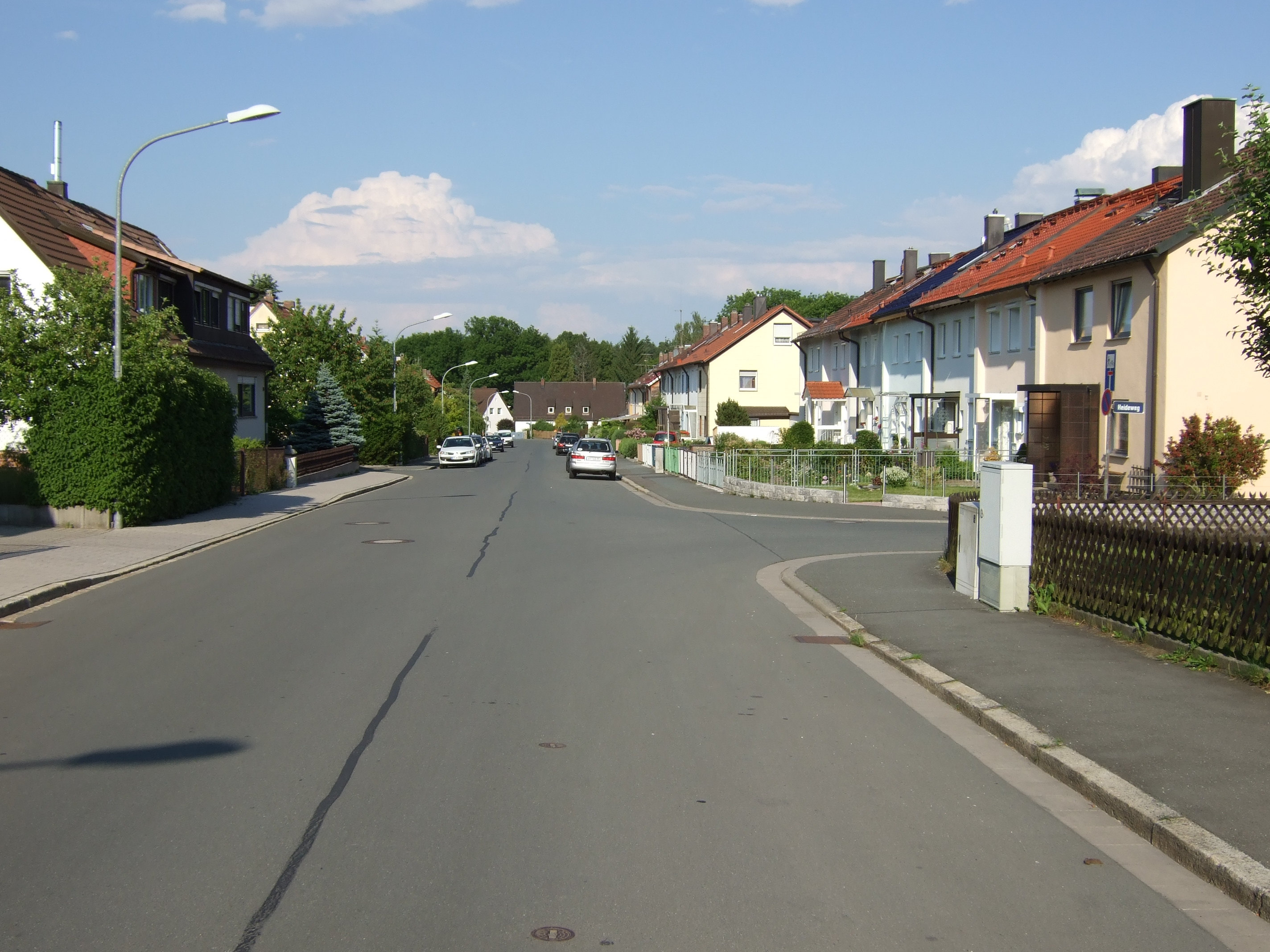
Reihenhäuser aus den 1960er Jahren am Südlichen Ringweg

Nach der Zeit des Nationalsozialismus erhielten die Straßen neue Namen, bevorzugt von Blumen.
Aufgrund der kleinen Wohnflächen wurde die Bausubstanz in der Nachkriegszeit oft umfangreich erweitert, was den ursprünglich einheitlichen Charakter der Siedlung veränderte. Häufig wurde auch das Dachgeschoss zu Wohnzwecken ausgebaut und mit Gauben versehen. In den 1960er Jahren entstanden neue Gebäude wie Reihenhauszeilen am Südlichen Ringweg, 1962 wurde die Auferstehungskirche eingeweiht. Jüngeren Datums ist die Bebauung – vorwiegend mit Einfamilienhäusern – im Bereich des Ginsterwegs und des alten Dorfkerns, die zum Saaser Berg hin weiter fortgesetzt wird.

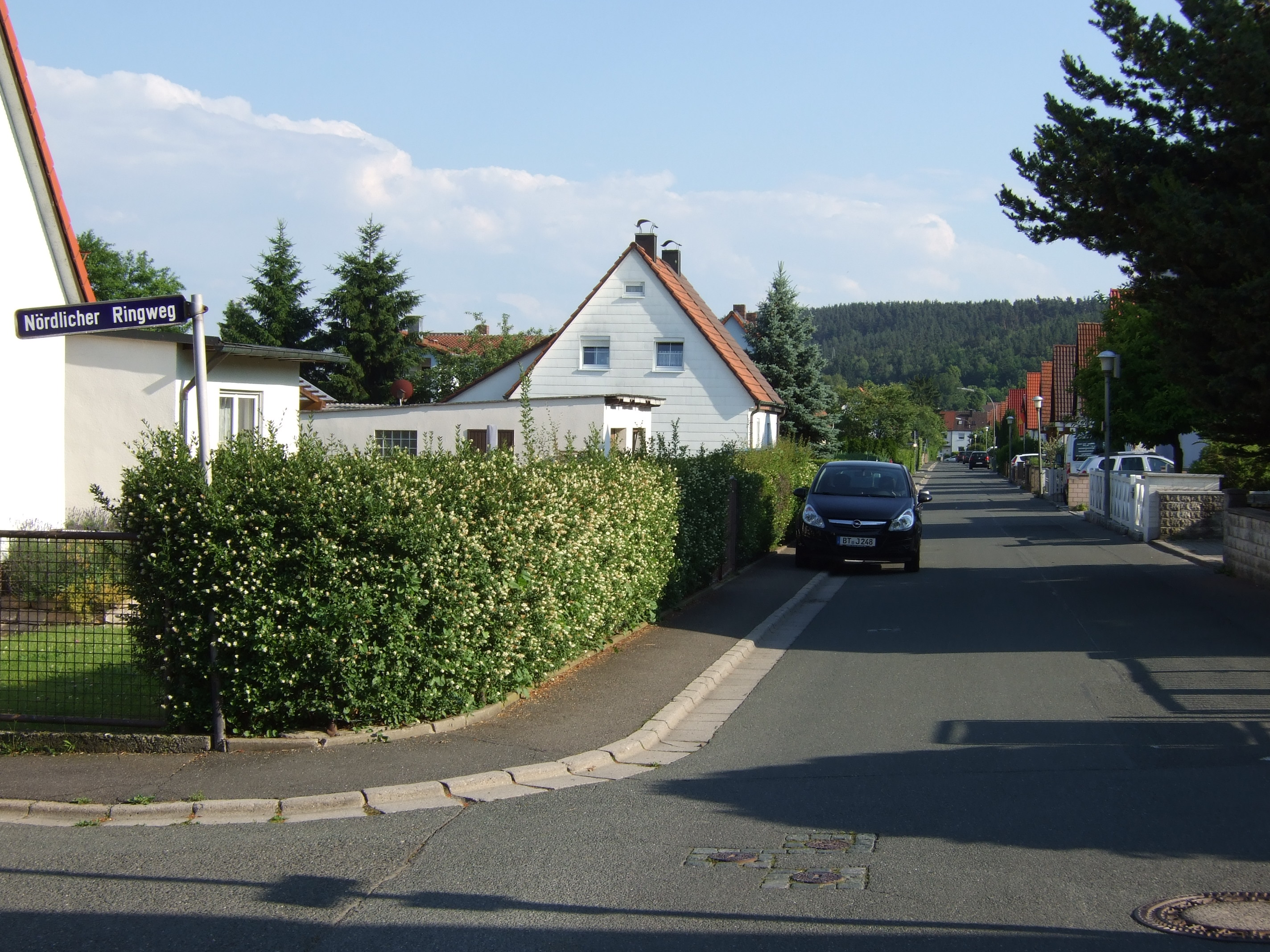
Lange Zeile
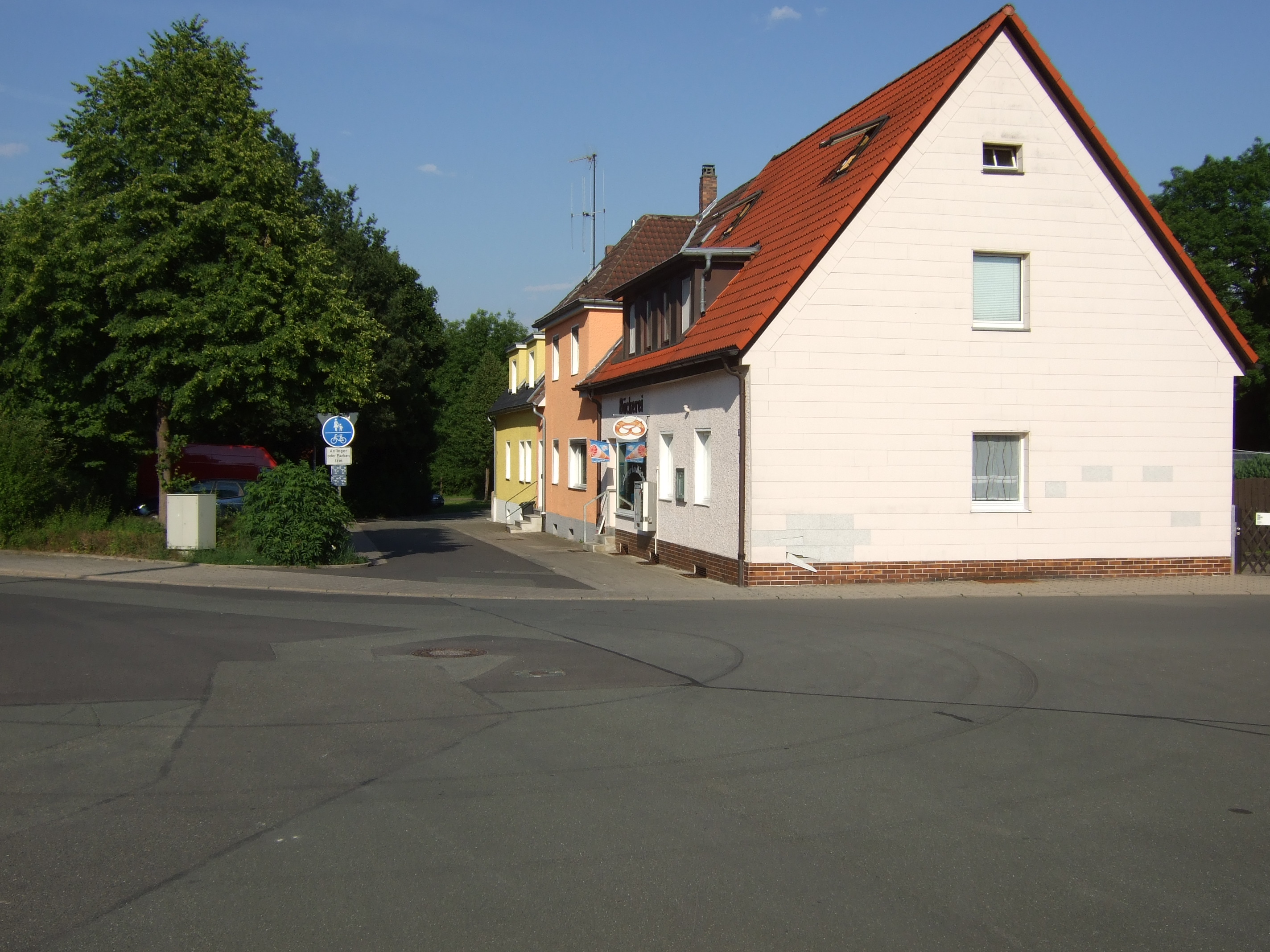
Am Hofacker

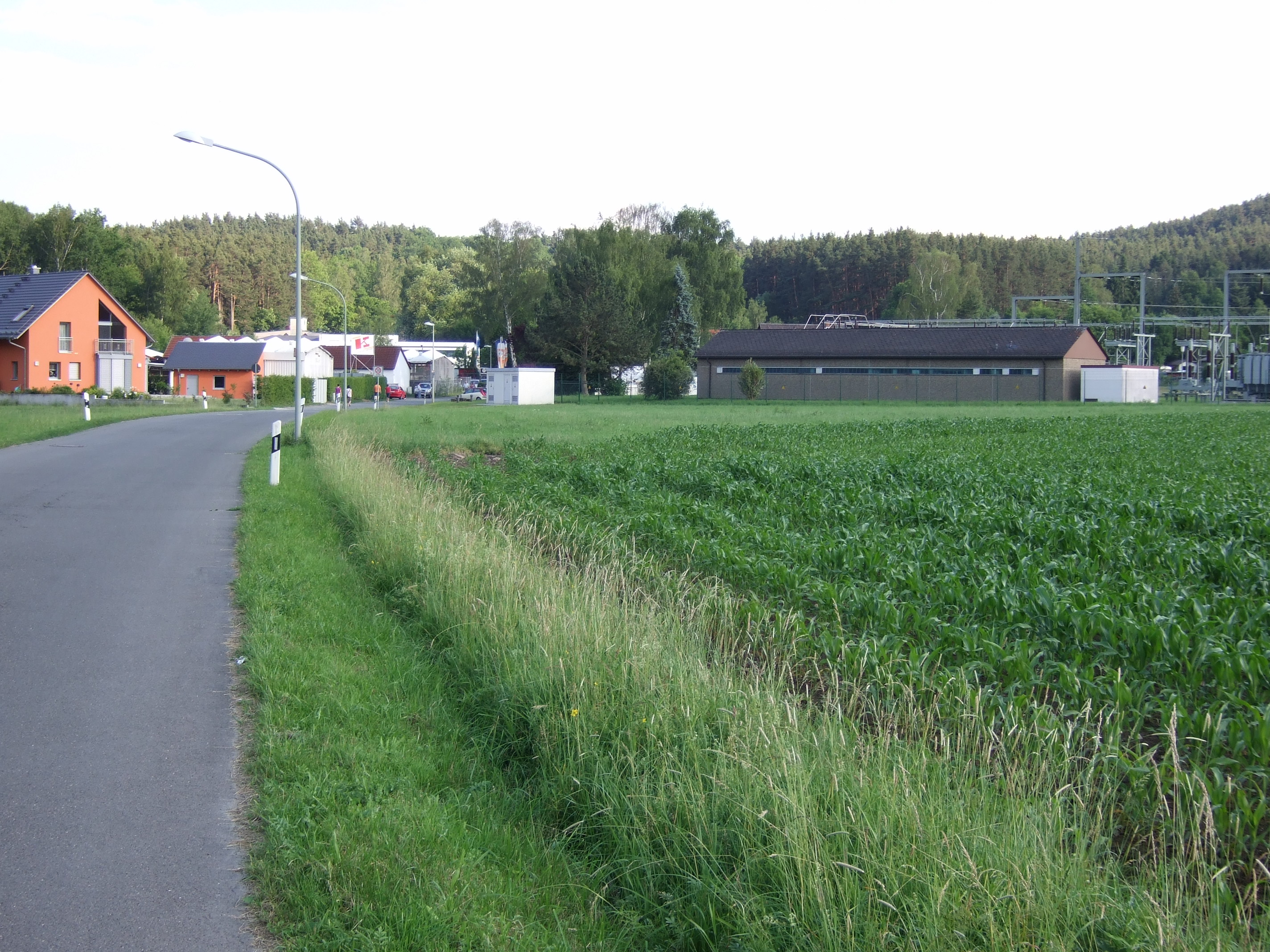
Gewerbegebiet und Umspannwerk am Fuß der Bärenleite

Am Südrand der Saas liegt der 1981 übergebene Südfriedhof der Stadt mit Krematorium, südöstlich davon das Gewerbegebiet An der Bärenleite. Dort befand sich das um 1900 gebaute Schießhaus Saas, das in der NS-Zeit zur Motorsportschule des Nationalsozialistischen Kraftfahrkorps (NSKK) wurde. Nach dem Zweiten Weltkrieg entstand dort ein kleines Industriegebiet, in dem ehemalige sudetendeutsche Betriebe einen Neustart wagten. So eröffnete der ehemalige Karlsbader Wilhelm Wolf, nach einem Anfang in der Richard-Wagner-Straße (August 1947) und einer Zwischenstation in Wendelhöfen (mit bereits 70 Beschäftigten) dort 1948 die Erste Bayreuther Oblatenfabrik; das sorgsam gehütete Familienrezept für die berühmten Karlsbader Oblaten hatte er aus der alten Heimat mitgebracht. Auch die Gardinenweberei Zappe siedelte sich dort an. Aktuell ist das Gelände u. a. Standort eines Umspannwerks.
Mit Ablauf des Jahres 1990 schloss die Deutsche Bundespost ihre Außenstelle in der Saas. In jüngerer Zeit entstanden südlich und westlich der Siedlung Neubaugebiete mit Einfamilienhäusern.

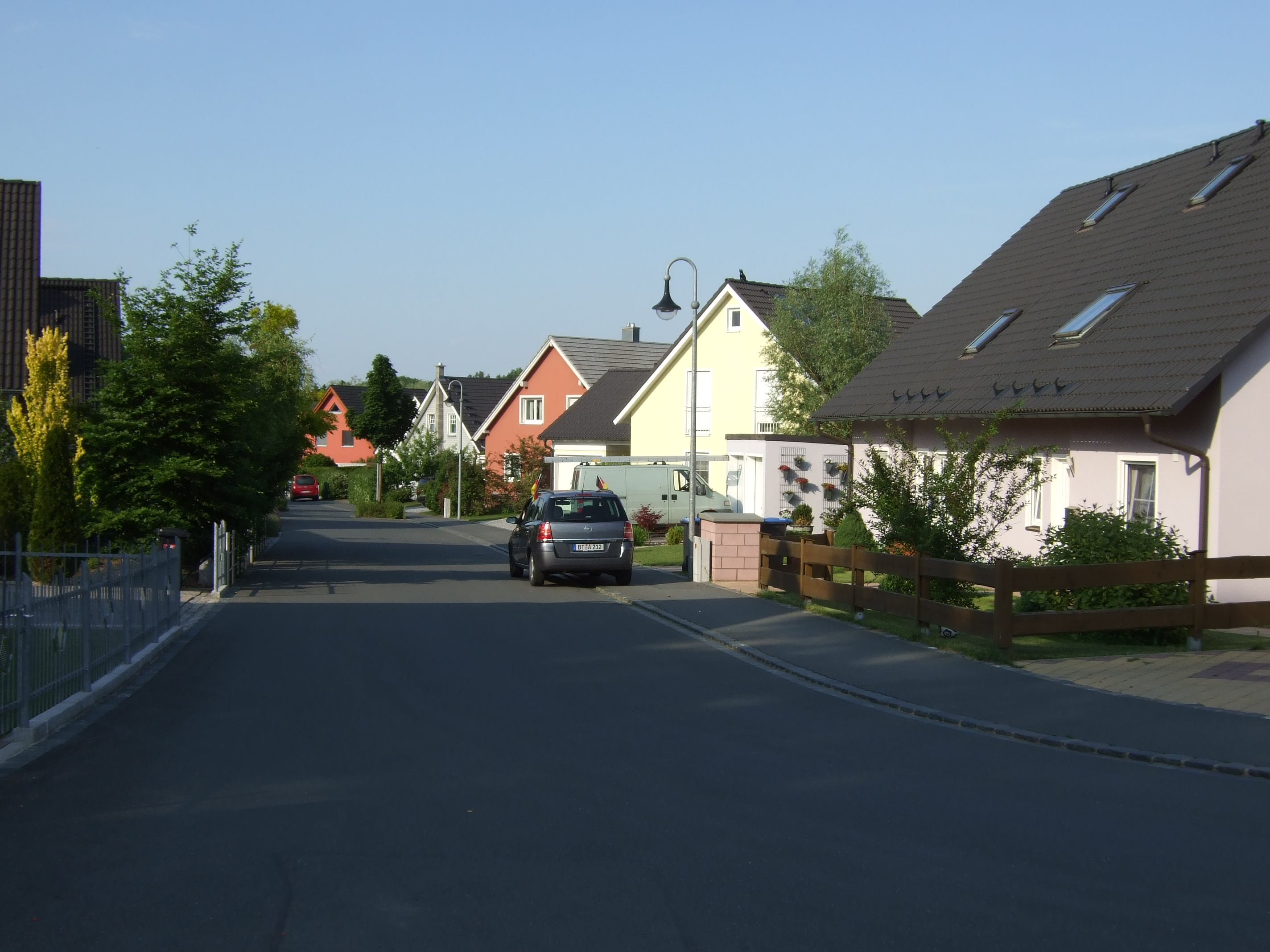
Moderne Wohnbebauung am Anemonenweg
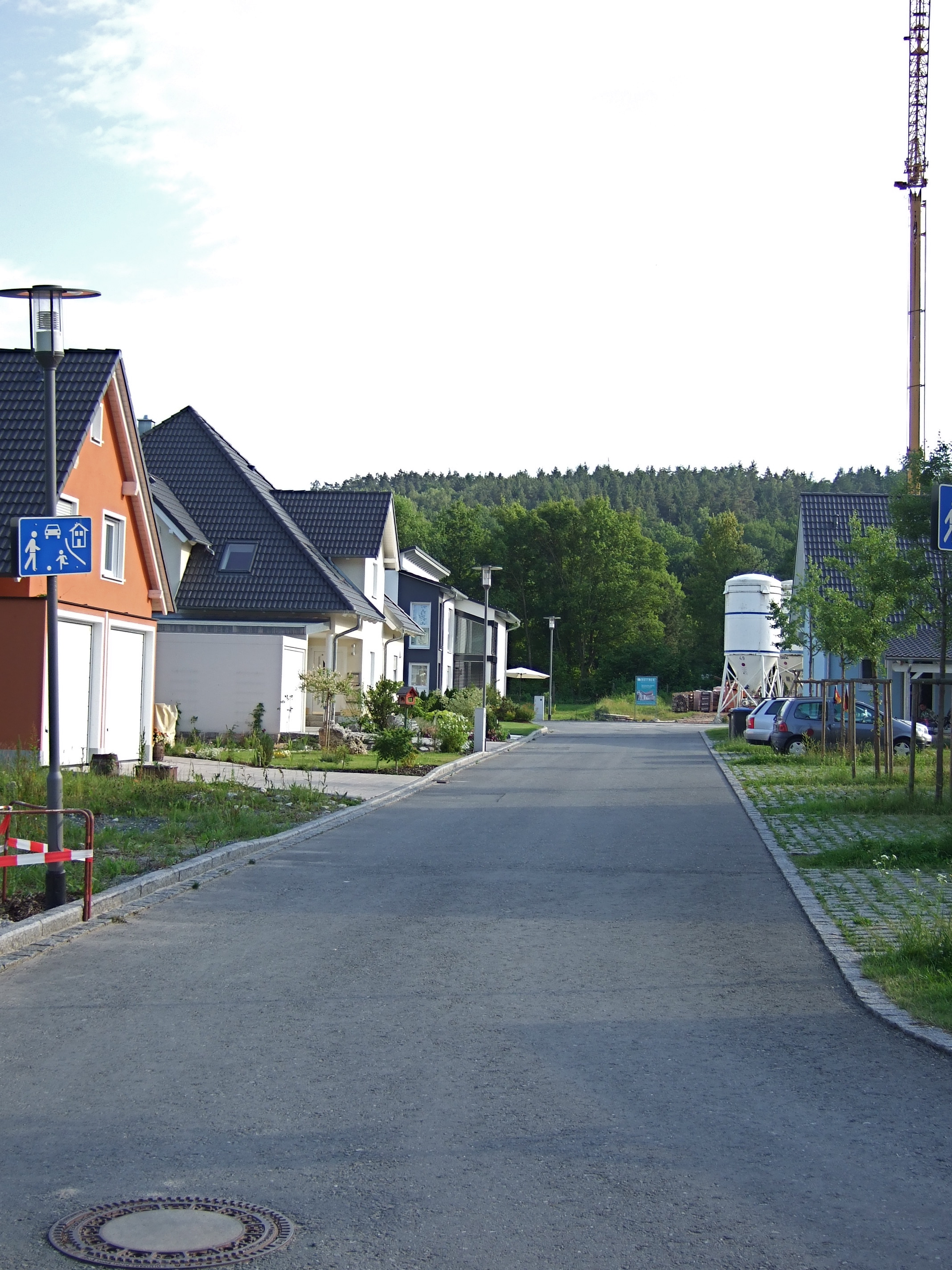
Neubaugebiet am Narzissenweg
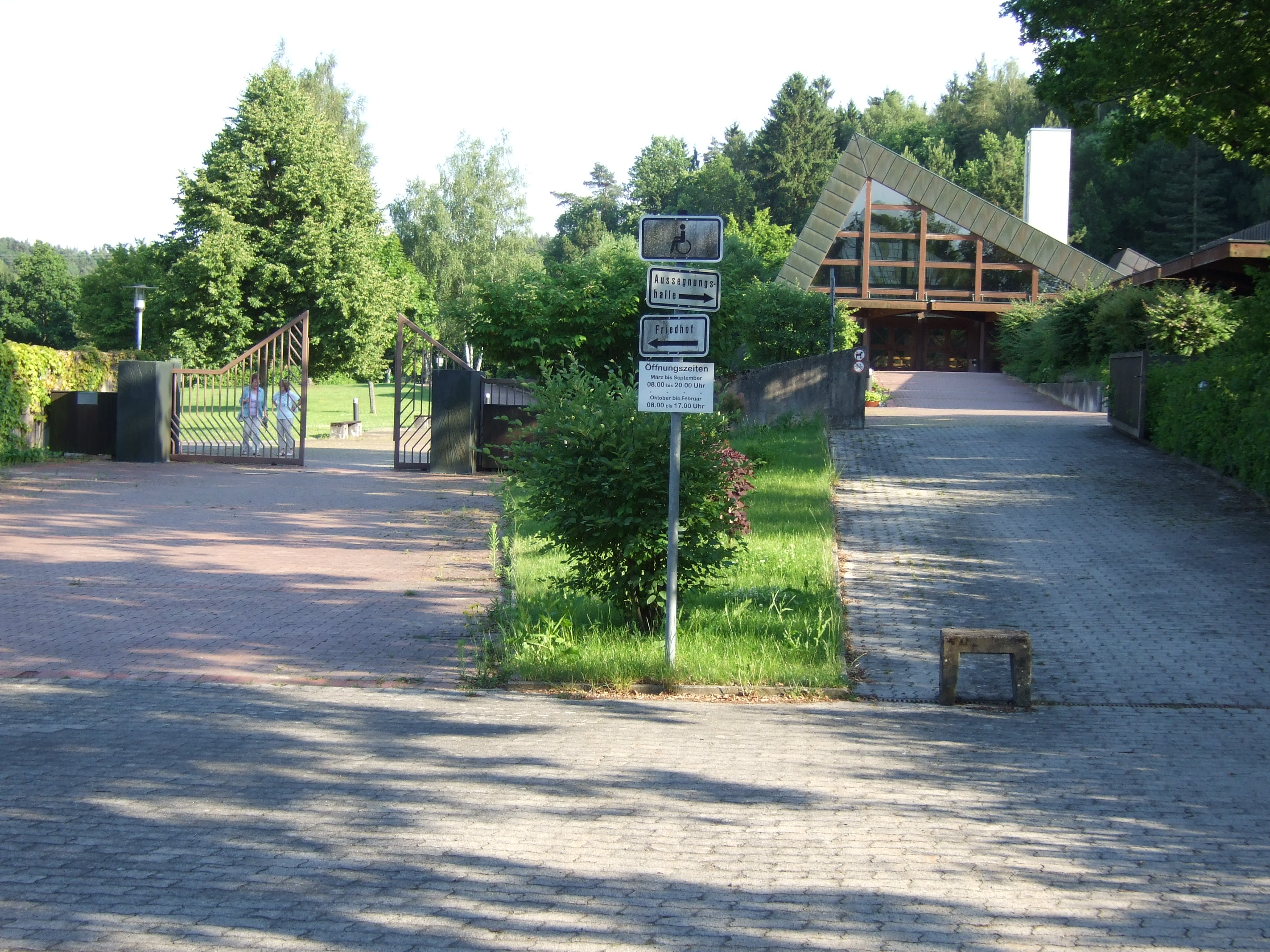
Südfriedhof

### Baudenkmäler
- Sandsteinsäule

### Einwohnerentwicklung
| Jahr      | 001818 | 001871 | 001885 | 001900 | 001925 | 001950 | 001961 | 001970 | 001987 |
| Einwohner | 101    | 119    | 135    | 128    | 83     | 1546   | 1986   | 1931   | 1494   |
| Häuser    | 15     |        | 15     | 19     | 16     | 209    | 343    |        | 467    |
| Quelle    | [ 22 ] | [ 23 ] | [ 24 ] | [ 25 ] | [ 26 ] | [ 27 ] | [ 28 ] | [ 29 ] | [ 1 ]  |

## Lerchenbühl

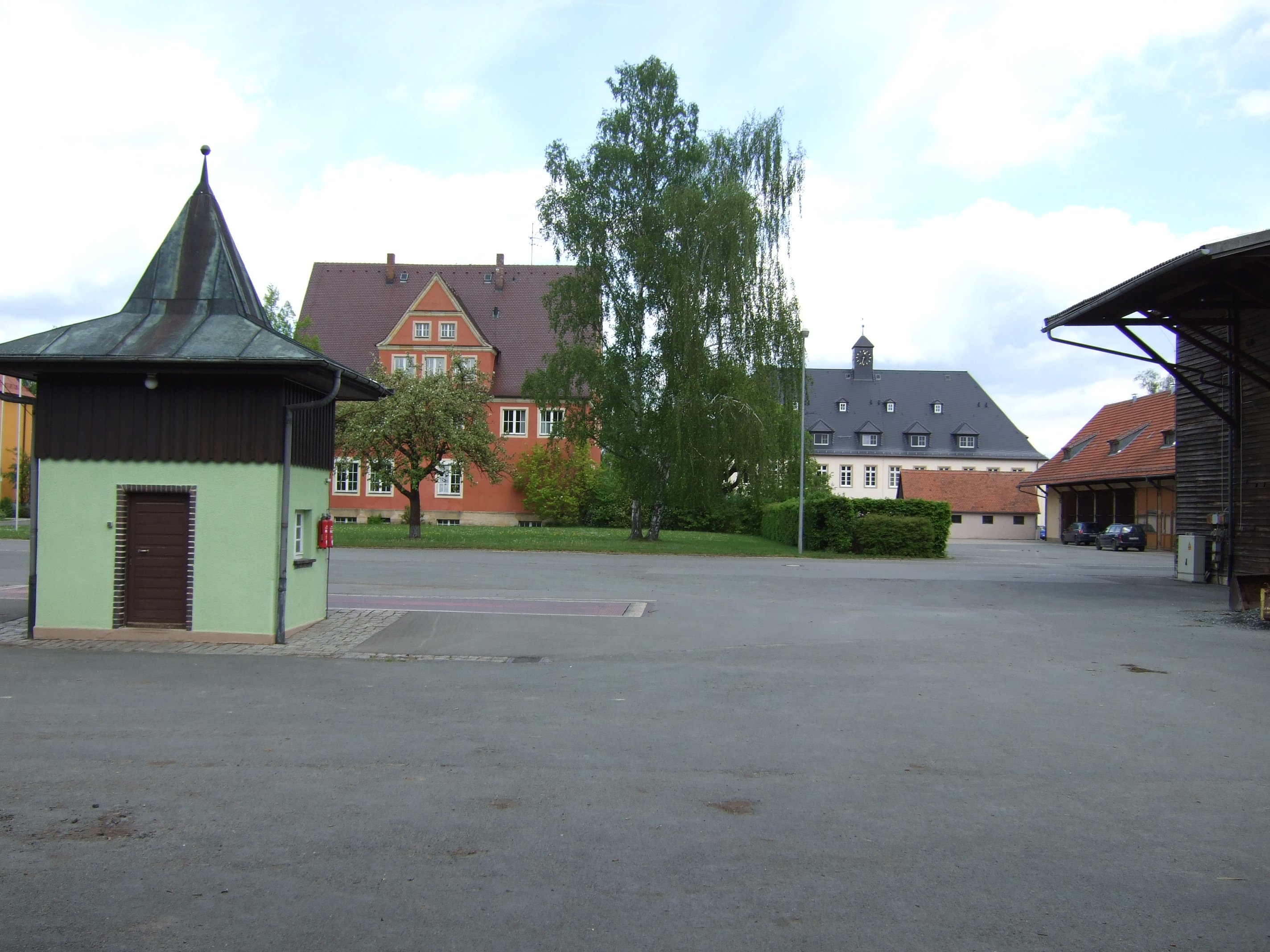
Landwirtschaftliche Lehranstalten „Bezirkslehrgut“

Der Name Lerchenbühl lässt sich vermutlich auf einen Vogelherd (Bühl) zurückführen, auf dem Lerchen gefangen wurden.
Auf dem Flurstück Lerchenbühl westlich der Glocke ist im Urkataster von 1850 eine Fallmeisterei (Abdeckerei) verzeichnet. Die Bauern waren verpflichtet, sämtliche Tierkadaver dem Abdecker zu übergeben. Dieser verwertete die Reste und vergrub oder verbrannte, was nicht verwertet werden konnte. Aufgrund der Geruchsbelästigung zwang man die Fallmeister, außerhalb der Orte zu wohnen.
Auf dem Lerchenbühl am Nordrand der Saas befinden sich neben der Wohnbebauung die im November 1951 eingeweihte gleichnamige Grundschule, der Sportplatz des BSC Saas, ein Tennisclub und das Tierheim Bayreuth. Die Landwirtschaftlichen Lehranstalten („Bezirkslehrgut“) liegen am nordwestlichen Rand des Flurstücks Lerchenbühl. In den 1960er und 1970er Jahren befand sich neben der Lerchenbühlschule ein Campingplatz für Wohnwagen.
Ab 1952 wurde der Bayreuther Müll (einschließlich Problemmüll) in die 4 Hektar große nahegelegene Mülldeponie Am Lerchenbühl verbracht. Sie wurde 1964 geschlossen, ausreichende Schutzmaßnahmen für Umwelt und Grundwasser gab es damals nicht.

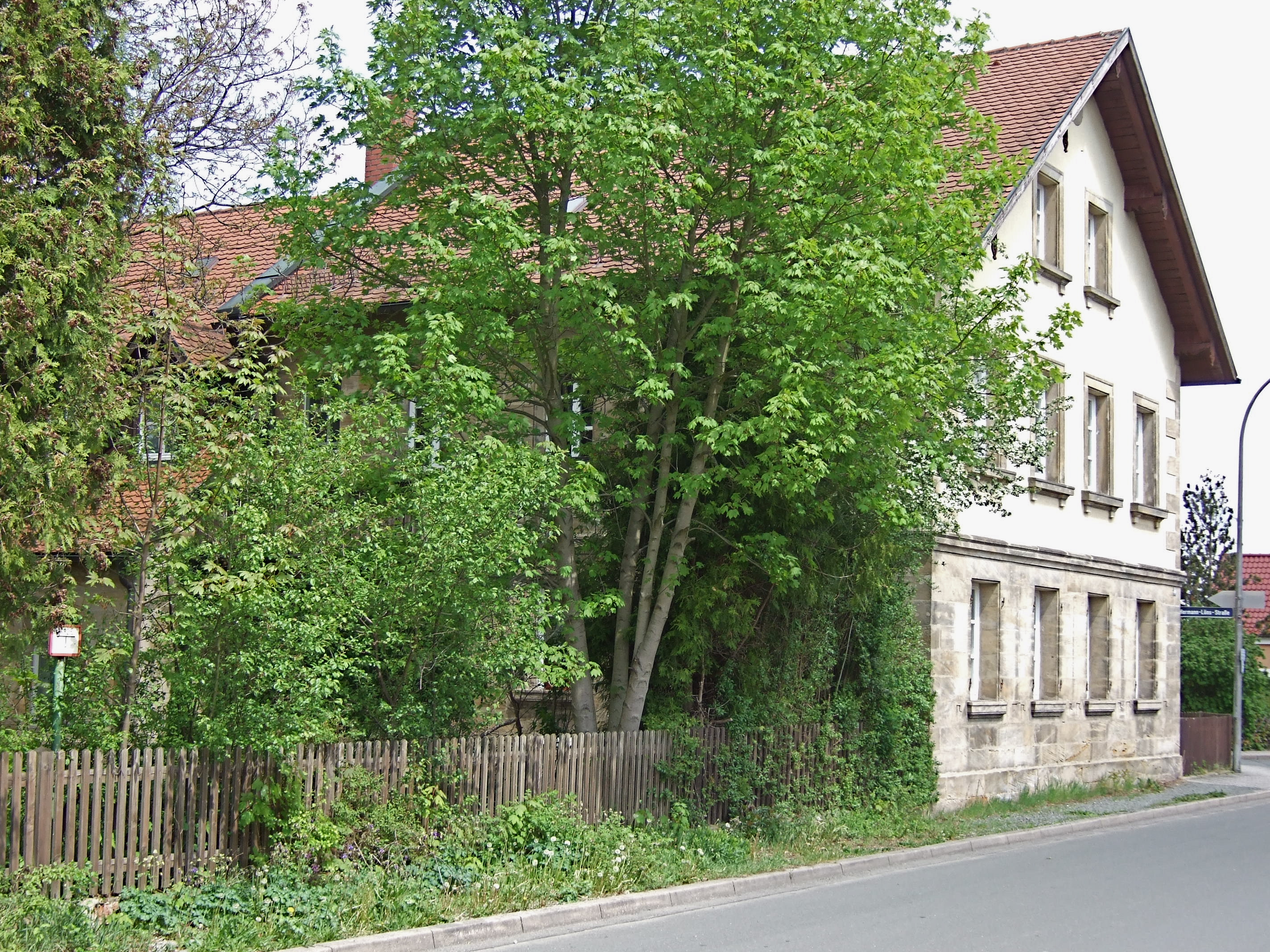
Bauernhaus auf dem Lerchenbühl
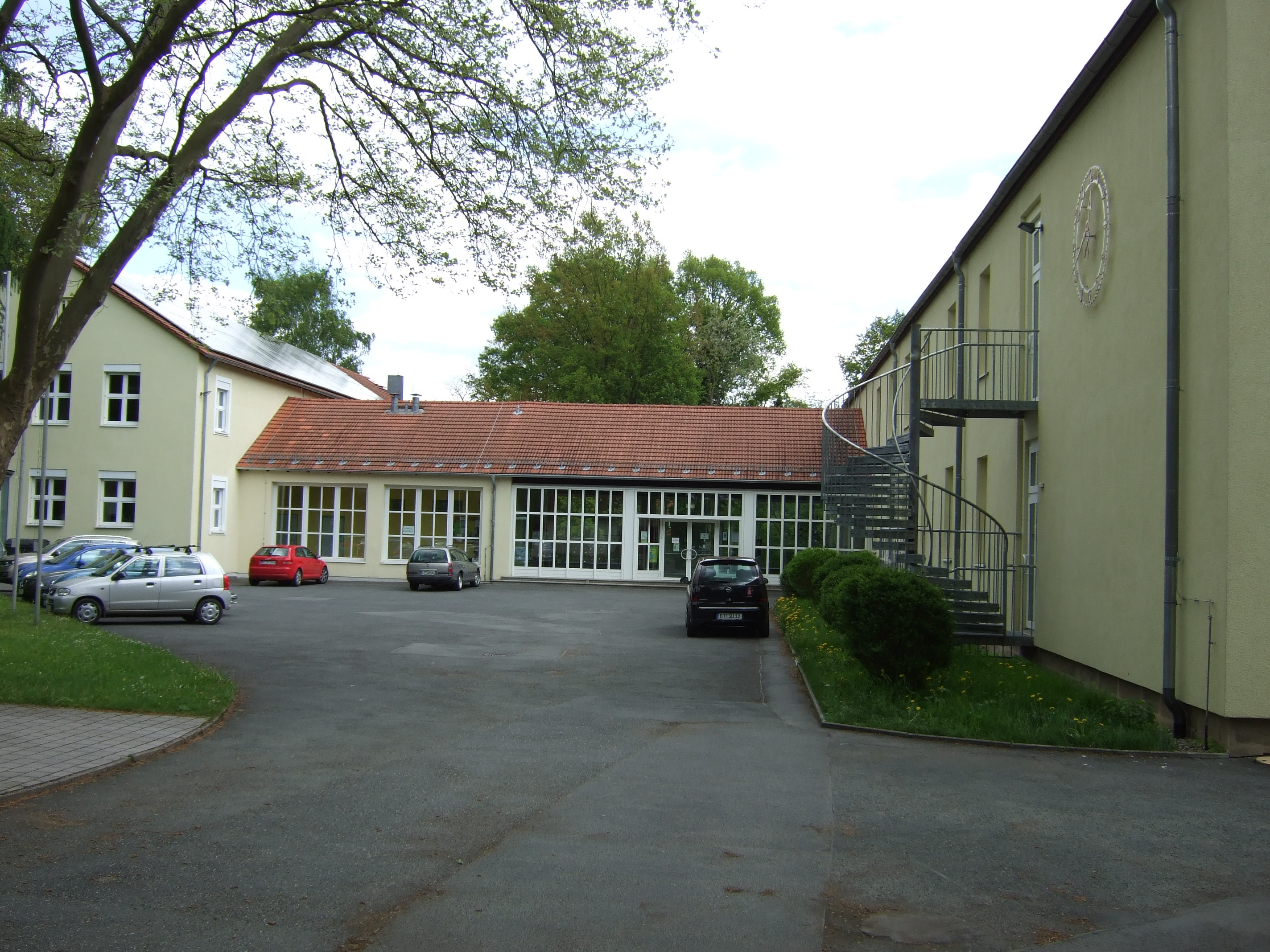
Lerchenbühlschule
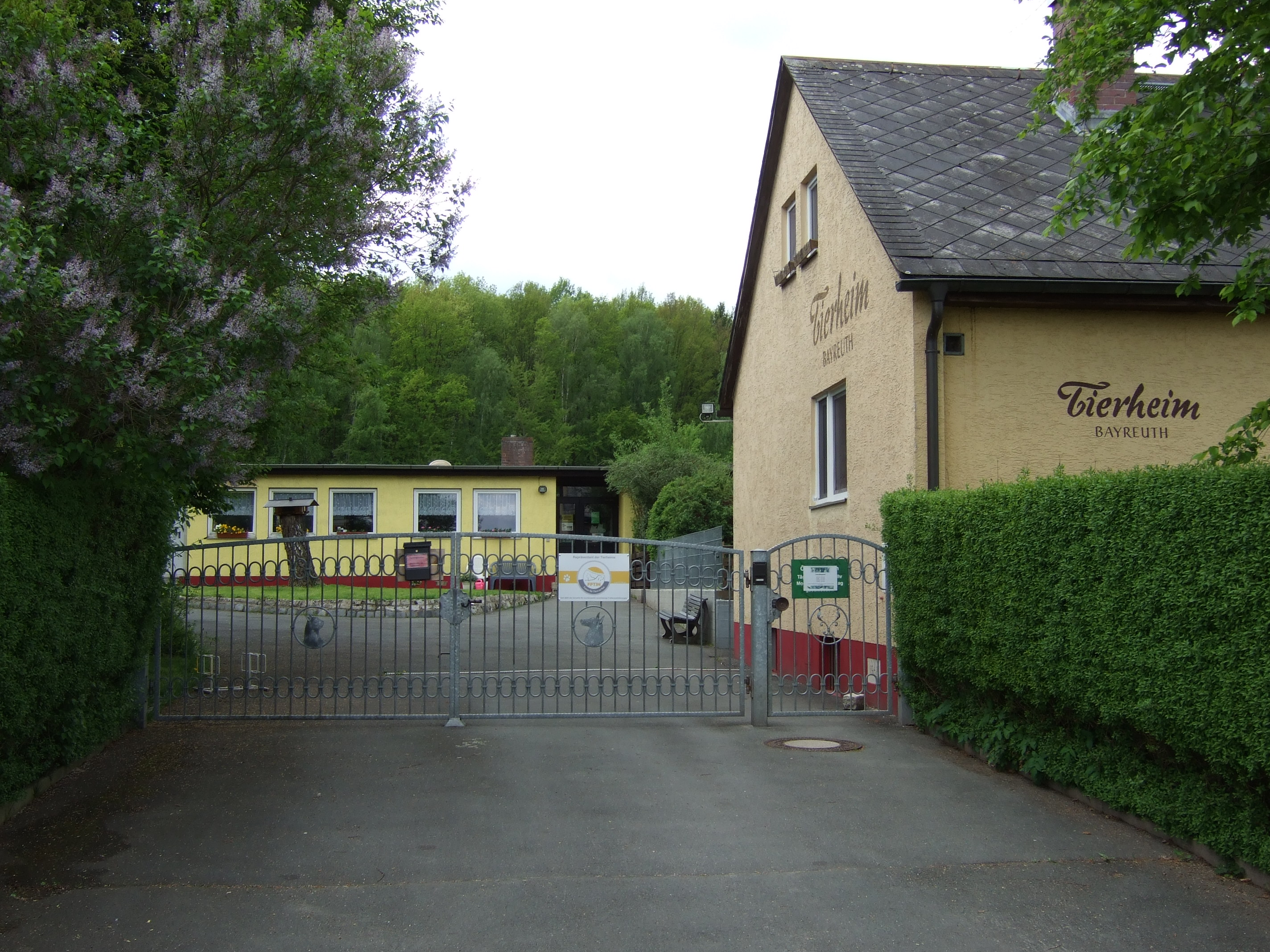
Tierheim auf dem Lerchenbühl

## Religion
Saas ist seit der Reformation evangelisch-lutherisch geprägt und nach Heilig Dreifaltigkeit (Bayreuth) gepfarrt. Seit der zweiten Hälfte des 20. Jahrhunderts gibt es die Auferstehungskirche, die ursprünglich eine Filiale von Heilig Dreifaltigkeit war.

## Regelmäßige Veranstaltungen

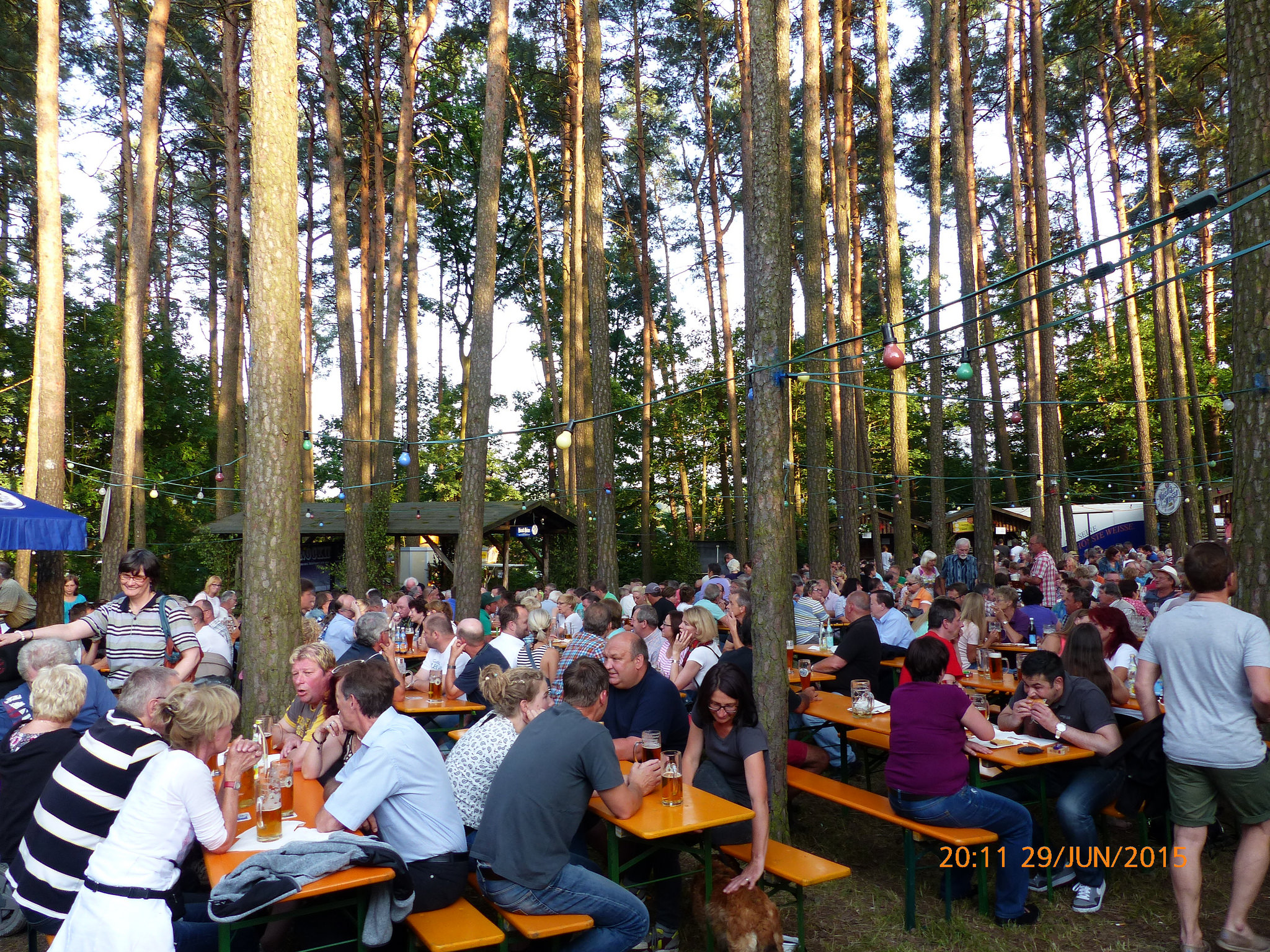
Saaser Waldfest

- Juni/Juli: Saaser Waldfest (seit 1938)[13]

Das dreitägige Fest der Siedler- und Eigenheimvereinigung Bayreuth-Saas (Juni) und des BSC Bayreuth-Saas (Juli) im Wäldchen am Lerchenbühl bietet u. a. Livemusik und einen Kindernachmittag.

## Verkehr
Die Saas wird werktags tagsüber im 20-Minuten-Takt von der VGN-Linie 314 (ZOH–Saas Südfriedhof) im Stadtbusverkehr erschlossen.

## Sonstiges
Am 21. Juni 1942 gegen 11:30 Uhr wurde der tschechoslowakische Widerstandskämpfer Václav Hošek „zwischen Lerchenbühl und Saas“ erschossen. Der politische Häftling hatte bei einem Arbeitseinsatz außerhalb des Zuchthauses Sankt Georgen einen Fluchtversuch unternommen.